# Літературна премія імені Ганса Крістіана Андерсена
Літературна премія імені Ганса Крістіана Андерсена — це данська літературна премія, що була заснована 2010 року. Що два роки нею відзначають живих письменників, чия творчість подібна до творчості Ганса Крістіана Андерсена. Це одна з найбільших літературних премій, де лауреат отримує 500000 данських крон (приблизно $90000). Лауреат також отримує бронзову скульптуру «Гидке каченя» роботи скульптора Стіне Рінг Ганзена.
Пауло Коельйо значиться лауреатом премії 2007 року, хоча премію заснували лише 2010 року. Це сталося тому, що 2007 року Коельйо отримав почесну премію міста Оденсе. Оскільки ця подія викликала дуже хорошу реакцію, організатори церемонії вирішили зробити з неї щорічну подію. Таким чином народилася ідея Літературної премії імені Ганса Крістіана Андерсена. Перша офіційна премія була присуджена 2010 року, але організатори також зараховують і почесну премію Коельйо.

## Лауреати
- 2007: Пауло Коельйо (почесна премія — дивися вище)
- 2010: Джоан Кетлін Роулінг[1]
- 2012: Ізабель Альєнде[4][5]
- 2014: Салман Рушді[6]
- 2016: Харукі Муракамі[7][8]
- 2018: Антонія Баєтт
- 2020: Карл Уве Кнаусгор[9]